# 克里斯蒂安·苏斯
克里斯蒂安·苏斯（德語：Christian Süß，1985年7月28日—），又译克里斯蒂安·许斯、克里斯蒂安·聚斯，德国乒乓球运动员，右手横握球拍，擅长于双打，其妻子为德国女子乒乓球运动员埃尔克·绍尔·沃西克。

## 生涯
苏斯于2004年首次随德国队参加国际大赛，并随队获得世乒赛男子团体亚军。此后，苏斯常与队友波尔搭档参加双打比赛，曾于2005年世界乒乓球锦标赛双打比赛中打入决赛，最终惜败于东道主组合王皓/孔令辉，获得亚军。在2008年奥运会乒乓球男子团体比赛中，苏斯与队友波尔、奥恰洛夫一同为德国队夺得该届比赛的亚军。